# Augusto Sevá
Augusto Sevá (Campinas, 1954) é um cineasta brasileiro, nascido na cidade de Campinas, Estado de São Paulo. Estudou no Colégio Estadual Culto à Ciência e em 1973 entrou no Curso de Cinema da Escola de Comunicações e Artes da Universidade de São Paulo.

## Carreira cinematográfica
Formado pela Escola de Comunicações e Artes da USP, iniciou sua carreira profissional em 1975. Atuou em diversos filmes como técnico de som  (em O Rei da Vela, de José Celso Martinez Corrêa, e As três mortes de Solano, de Roberto Santos), montador (Jânio a 24 Quadros, de Luís Alberto Pereira, Prêmio de Melhor Montagem no Festival de Brasilia de 1981), diretor de fotografia, produtor, roteirista e diretor.
Foi repórter colaborador do jornal Diário do Povo, de Campinas (1976 a 1978) e do Correio Popular, de Campinas (1992 e 1993), em ambos escrevendo críticas e resenhas sobre cinema.
Dirigiu os curta-metragens Pau prá toda obra -1976  (Prêmio de Melhor Filme no Festival de Curta-metragens do Jornal do Brasil -Rio de Janeiro,  Troféu Humberto Mauro e Prêmio Diomedes Gramacho na Jornada Brasileira do Curta-Metragem - Salvador), Gilda (1977), Nós & eles (1978 - Prêmio do Juri no Festival de Brasília) e Oro - 1980 (Prêmio Melhor Diretor de Fotografia para Pedro Farkas na Jornada Brasileira do Curta-Metragem  - Salvador). Sua estreia à frente de um longa-metragem aconteceu em 1979. Ao lado de Isa Castro, escreveu e dirigiu o documentário A Caminho das Índias, sobre a cidade de Trancoso, exibido nos festivais deBerlin, Valladolid e San Sebastian. 
Em 1990 dirigiu Real Desejo. O filme trata do relacionamento conturbado entre os personagens Gilda de Oliveira (Ana Maria Magalhães, também co-roteirista) e Paulo Cavalcante (Paulo César Pereio). O filme participou dos festivais de Gramado (Prêmio Especial do Juri para Ana Maria Magalhães)  e Natal (Prêmio de Melhor Trilha Musical).
Fundou em 1996 a sua própria produtora, a Albatroz Cinematográfica. Para a televisão, dirigiu as séries Arquipélago de Abrolhos (1998) e Ilha Grande e as visões do paraíso (2001), entre outros trabalhos.
Em 2007, voltou a usar como tema e cenário a cidade de Trancoso, ao escrever e dirigir o longa Estórias de Trancoso, sobre o processo de modernização do povoado nos anos 80, sob a ótica de dois casais de adolescentes. Apresentado na Mostra de São Paulo daquele ano, o drama recebeu o prêmio de Melhor Filme Brasileiro pelo Júri Popular. Mostra Internacional de Cinema de Salvador. Foi também apresentado no Festival Internacional de Cinema de Shangai,  no Festival Internacional de Cinema de Bombaim e no Festival de Valência, onde recebeu o prêmio de melhor filme Latino-Americano.
A cidade baiana é também o tema do longa Fala sério!, concluído em 2011, tendo como tema a gravidez precoce. Assim como no filme anterior, o roteiro foi inspirado em estórias locais de Trancoso e realizado com cidadãos do povoado, especialmente preparados para atuar no filme.
Em 2015 iniciou a produção do longa-metragem TAIS & TAIANE, sobre as aventuras de duas meninas que convivem por três dias perdidas numa estrada deserta, em fase de finalização.

## Gestão pública
Foi membro da Comissão Consultiva da Embrafilme (1983 a 1985), assessor de Cinema e Video da Prefeitura de Campinas (1991e 1992), Assessor de Cinema da Prefeitura de São Paulo (1995 a 1996) e membro da Comissão Nacional de Cinema do Ministério da Cultura (1999 a 2001).
Em dezembro de 2001, foi nomeado diretor da então recém-criada Agência Nacional do Cinema, ao lado de Gustavo Dahl, João Eustáquio da Silveira e Lia Gomensoro Lopes. Como diretor da ANCINE, montou e supervisionou a área de fomento à indústria e foi o representante brasileiro no programa de cooperação internacional IBERMEDIA.  Seu mandato terminou em dezembro de 2004.
Foi também assessor de cinema na Secretaria de Estado da Cultura de São Paulo em 2004 e 2005. 